# 後藤田正純
後藤田 正純（ごとうだ まさずみ、1969年〈昭和44年〉8月5日 - ）は、日本の政治家。自由民主党所属。徳島県知事（公選第21代）。無所属。
内閣府副大臣（第2次安倍内閣）、内閣府大臣政務官（第3次小泉改造内閣）、衆議院東日本大震災復興特別委員長、同決算行政監視委員長、衆議院議員（8期）、自由民主党組織運動本部長代理、同政務調査会長代理、同報道局長、同副幹事長、同徳島県支部連合会会長などを歴任。妻は女優の水野真紀。大叔父は警察庁長官、内閣官房副長官（事務担当）、内閣官房長官、法務大臣を歴任し、徳島県全県区選出の衆議院議員だった後藤田正晴。

## 来歴

### 生い立ち
後藤田は、東京都多摩市に医師の後藤田圭博と晃子の次男として生まれた（現住所は徳島県阿南市見能林町）。1988年に筑波大学附属駒場中学校・高等学校を卒業して、一浪し慶應義塾大学商学部に入学する。大学時代は村田昭治のマーケティングのゼミに所属した。将来、政治家になることを考え、大叔父・後藤田正晴の秘書として選挙を手伝う。
1993年に慶應義塾大学商学部卒業後、三菱商事に入社し、鉄鋼などに携わった。1998年、三菱商事を退職。

### 衆議院議員
2000年、第42回衆議院議員総選挙に徳島3区から自由民主党公認で立候補。自由党現職の岩浅嘉仁、日本共産党新人を破り、初当選した（当選同期に小渕優子・竹下亘・梶山弘志・左藤章・馳浩・松島みどりなど）。当選後、橋本派に入会（平成研究会は大叔父の後藤田正晴を抜擢した田中角栄の田中派から続く派閥であるが、正晴自身は当時の経世会には加入していない）。
2003年11月9日に行われた第43回衆議院議員総選挙で、民主党新人の仁木博文らを破り再選。
2004年3月に女優の水野真紀と結婚し、2005年4月には第1子である長男が誕生した。同年9月、第44回衆議院議員総選挙で3選。第3次小泉改造内閣で内閣府大臣政務官（金融、経済財政政策担当）に就任するも、2006年に貸金業規正法改定に関する抗議の意味を込めて辞任した。
2007年9月28日、初当選以来所属していた津島派（旧橋本派）を退会。2015年9月28日に石破派の旗揚げに参加するまでは無派閥となる。
2008年自由民主党総裁選挙では、与謝野馨を総裁候補として支持し「与謝野氏に是非立ってほしい」と記者団に語った。
2009年の第45回衆議院議員総選挙では1,222票の僅差で民主党公認候補の仁木博文を下し、4選（仁木も比例復活）。
2010年、自民党内で谷垣禎一総裁や執行部への批判を公言する一方で、自民党離党をちらつかせながら執行部の一新を求める舛添要一前厚労相を「オオカミ中年」と批判した。
2011年、議員宿舎で銀座の高級クラブのホステスとの不倫行為が報じられ、衆議院財務金融委員会委員、自民党政務調査会・財務金融部会長代理、地震対策特別委員会副委員長など全ての自民党内役職を辞任した。
2012年、第46回衆議院議員総選挙で民主党の仁木に比例復活を許さず5選。
2013年9月30日、第2次安倍内閣副大臣・政務官人事で内閣府副大臣（沖縄及び北方対策、科学技術政策、宇宙政策、IT政策、行政改革、公務員制度改革、再チャレンジ、クールジャパン戦略、規制改革担当）に就任。10月6日徳島県連会長を退任（後任の県連会長は徳島県議会議会議員の竹内資浩）。翌2014年の内閣改造で内閣府副大臣を退任。党規制改革推進委員長に就任。
2014年12月、第47回衆議院議員総選挙で、徳島3区の廃止により新しい区割りとなった徳島1区から立候補し、6選。2015年1月、自由民主党規制改革推進委員長、党国家戦略本部事務局長、雇用問題調査会副会長等を務めた。
2015年7月28日、徳島県と高知県の参議院合同選挙区による徳島県・高知県選挙区を創設する公職選挙法改正案に反発し、「県代表を選べない今回の選挙制度改革は問題がある」として衆議院本会議採決前に退席し、棄権した。
2017年10月、第48回衆議院議員総選挙において7選。
2019年4月の徳島県知事選挙では、現職の飯泉嘉門の多選を批判。前県議の岸本泰治の支援を行い、保守分裂選挙を招いた。これらの行動を通じて次第に自民党県議会議員との間で軋轢が生じることとなった。
2020年4月の徳島市長選挙では、現職の遠藤彰良の選対本部の全体を取り仕切った。しかし遠藤は、自民党徳島県連会長の山口俊一や衆議院議員の福山守らの支援を受けたまちづくり団体代表の内藤佐和子に僅差で敗れた。
2021年、徳島県議会の最大会派「県議会自民党」は、徳島1区の公認をめぐり、後藤田について「うそとでたらめにまみれた言動」があるなどとして、自民党徳島県連に公認をしないよう求めた。同年5月9日、党県連は常任総務会を開き、後藤非公認の申し入れを30対4の賛成多数で可決した。同年10月11日、自民党本部は第49回衆議院議員総選挙の1次公認を発表。県連の非公認の決定があったにもかかわらず、後藤田は徳島1区で公認を受けた。10月31日、投開票。これまで全勝してきた小選挙区で仁木博文に初めて敗北したが、比例で復活当選した。
2021年12月、これまで所属していた石破派が派閥からグループに移行することに伴い同グループには参加せず茂木派に入会した（14年ぶりに復帰）。

### 徳島県知事
2022年12月8日、後藤田が任期満了に伴う徳島県知事選挙へ立候補する意向を固めたと報道された。2023年1月5日、衆議院議員の辞職願を細田博之衆議院議長宛に提出して即日許可を受け、これを受けて1月6日に徳島市内で開いた記者会見で、徳島県知事選挙への立候補を正式に表明した。後藤田の他に、自民党県連の推薦を得た現職の飯泉嘉門、前参議院議員の三木亨が立候補し、分裂選挙の様相を呈した。
2023年4月9日、知事選挙執行。投票締め切りの20時直後に朝日新聞、徳島新聞などは後藤田の当選確実を報じた。

## 政策・主張

### 憲法
- 憲法改正について、2017年、2021年のアンケートで「賛成」と回答[29][30]。
- 改正すべき項目として「集団的自衛権の保持を明記する」「緊急事態に関する条項を新設する」と主張[30]。
- 憲法9条への自衛隊の明記について、2021年のアンケートで「どちらかといえば賛成」と回答[31]。
- 集団的自衛権の行使を禁じた政府の憲法解釈を見直すことについて、2012年の毎日新聞社のアンケートで「賛成」と回答[32]。
- 憲法を改正し緊急事態条項を設けることについて、2021年の毎日新聞社のアンケートで「賛成」と回答[33]。

### 外交・安全保障
- 安全保障関連法の成立について、2017年のアンケートで「評価する」と回答[29]。
- 「他国からの攻撃が予想される場合には敵基地攻撃もためらうべきではない」との問題提起に対し、2021年のアンケートで「どちらとも言えない」と回答[30]。
- 「北朝鮮に対しては対話よりも圧力を優先すべきだ」との問題提起に対し、2017年のアンケートで「どちらかと言えば反対」と回答[29]。2021年のアンケートで「どちらとも言えない」と回答[30]。
- 普天間基地の辺野古移設について、2021年のアンケートで「どちらともいえない」と回答[30]。
- 徴用工訴訟などの歴史問題をめぐる日韓の関係悪化についてどう考えるかとの問いに対し、2021年の毎日新聞社のアンケートで「より強い態度で臨む」と回答[33]。
- 日本の核武装について今後の国際情勢によっては検討すべきとしている[32]。

### ジェンダー
- 選択的夫婦別姓制度の導入について、2001年、野田聖子の自民党党三役への申し入れに賛同した[34]。2007年、「法律を現実に合わせるのか、遠い昔の民法にあわせるのかという議論だが、世の中が変化した流れに合わせるべきだ」と発言した[35]。2010年、衆議院法務委員会で、民主党による選択的夫婦別姓法案に反対した[36]。2017年、2021年のアンケートで「どちらとも言えない」と回答[29][30]。
- 同性婚を可能とする法改正について、2021年のアンケートで「どちらかといえば賛成」と回答[31]。
- 「LGBTなど性的少数者をめぐる理解増進法案を早期に成立させるべきか」との問題提起に対し、「どちらかといえば賛成」と回答[30]。
- クオータ制の導入について、2021年のアンケートで「どちらかといえば反対」と回答[31]。

### 消費税増税
- 2012年の公開アンケートにおいて、消費税を2014年4月に8%、2015年10月に10%まで引き上げる法律が成立したことについて「法律通りに引き上げるべきだ」と回答している[32]。
- 2014年の公開アンケートにおいて、「2017年4月に消費税率を10%に引き上げるべきだ」と回答している[37]。
- 2017年の公開アンケートにおいて、消費税を2019年10月に10%に引き上げることについて「賛成」と回答している[38]。
- 「消費税0％の検討」を掲げた『国民を守るための「真水100兆円」令和2年度第2次補正予算に向けた提言』に賛同している[39]。

### 貸金業制度改革
- 内閣府の金融担当政務官だった時に金融庁総務企画局長の私的懇談会の「貸金業制度等に関する懇談会」に森まさこ議員を通じて参加して、小泉チルドレンらと共にグレー金利規制推進、実現[40]。
- 内閣府の金融担当政務官を辞任した際、貸金業法改正案が、直前になって業界よりに修正されたことへの抗議だったと明かした上で、過剰貸付が多重債務問題の根本であると主張した[41]。

### その他
- アベノミクスについて、2014年、2017年のアンケートで「評価する」と回答[42][29]。
- 安倍内閣による森友学園問題・加計学園問題への対応について、2017年のアンケートで「どちらかと言えば評価しない」と回答[29]。
- 森友学園への国有地売却をめぐる公文書改竄問題で、2021年5月6日、国は「赤木ファイル」の存在を初めて認めた[43]。しかし5月13日、菅義偉首相はファイルの存在を踏まえた再調査を行わない考えを報道各社に書面で示した[44]。9月の自民党総裁選挙で総裁に選出された岸田文雄も10月11日、衆議院本会議の代表質問で再調査の実施を否定した[45]。国の対応をどう考えるかとの同年の毎日新聞社のアンケートに対し、選択肢以外の回答をした[33]。
- 「『道徳』を小中学校の授業で教え、子供を評価することに賛成か、反対か」との問いに対し、2014年の毎日新聞社のアンケートで「賛成」と回答[46]。
- 食育基本法成立に力を入れており、参院内閣委員会での質疑が日本農業新聞で取り上げられている[47]。
- 低迷している食料自給率について、「自給率の裏を返せば、食料”依存率”が60％もあるということ。国民全体に幅広く関心をもってもらえるよう、それを訴え続けたい」と語った[48]。
- 原子力規制委員会の新基準を満たした原発は再開すべきとしている[32]。
- 女性宮家の創設に賛成[32]。
- 日本のTPP参加に反対[32]。
- 村山談話・河野談話を見直すべきでない[42]。
- ヘイトスピーチを法律で規制することに賛成[42]。
- 永住外国人への地方選挙権付与にどちらかと言えば反対[49]。
- 消費者行政の見直しについて、「１つの省庁が業界の育成をしながら、消費者のことをもやれるというのは、おごりだ」と指摘したうえで、消費者行政のあり方について、「消費者の立場に立った、強力な権限を持つ機関が必要。従来の省庁はそれぞれの業界、団体の成長戦略に特化すべきだ」と述べた[50]。
- 2015年7月、国立競技場（仮称）建設計画（整備費・約2520億円）の見直しを求め、2020年東京五輪後に野球場とサッカー場に2分割する新計画案（整備費・約950億円）を提唱した[51][52]。仕切り直しの新整備計画で隈研吾の案が決定した12月22日には、五輪後の競技場の活用方法が全く議論されていない現状を危惧し[53]、陸上競技には駒沢競技場を用いる提唱もした[54]。
- スポーツの産業化について、「米国のスポーツ産業を分析していたら、日本もこれから大きく伸びるという可能性を感じたのです。」と述べたうえで、「スポーツをプロフィットセンター（利益追求部門）へと変えていく。欧米にできて、日本にできないことはないと思います」と語った[55]。
- 日本プロ野球の16球団拡大構想に賛成（2016年）[56]

## 国会活動

### 委員会での質疑

#### 予算委員会（第190回衆議院予算委員会　平成28年2月15日）
- リーダーに求められる役割について、「リーダーというのは国民の皆さんの意識、これをいかに高揚させるかという重要な役割もあると思う[57]」と述べた。
- 日本に必要な経営者について、「経営者も、コスト削減をして利益を出そうと思っていませんか、下請をたたいて利益を出そうと思っていませんか。そうじゃない。売り上げをいかにふやすかという経営者が私は日本に必要だと思います。[58]」と指摘した。
- NHKの社屋建て替えについて、「安倍政権の成長戦略においていえば、あれは、例えば民間にあの土地を売って、あそこでもっと成長戦略としてプラスになる、一足す一が二じゃなくて一足す一が十になる、このような戦略を立てられる最高の土地ですよ。これに千何百億円かけてNHKがまた建てかえると。もう冗談じゃない。ただでさえいろいろな不祥事を起こしていて、あそこに建てる意味がない。これは経営者だったら絶対あんな判断しませんよ[59]」と批判した。
- 省庁の中で、挑戦していない省庁は文部科学省であるとした上で、文部科学省の問題点として、教育行政・大学改革、スポーツ行政、科学技術行政の3点を挙げた[60]。
- スポーツの産業化について、現在の日本のスポーツ産業の規模は３兆円、一方、アメリカのスポーツ産業の規模は50兆円であり、1995年当時のJリーグとイングランドプレミアリーグ、プロ野球とMLBの産業規模は差はなかったと述べた上で、「アメリカは、スポーツについて、産業化もガバナンスもUSOCというアメリカオリンピック委員会が一つでやっています。日本は、文科省があり、スポーツ庁があり、組織委員会があり、JSCがあり、JOCがあり、日本体育協会があり、もっと言えば各団体、最近、バスケットボール協会は八つあったり、各団体が分裂していたり、こんなことはもう日常茶飯事ですよ。これを、大臣、スポーツ庁というものをつくってちゃんとガバナンスをやるということでよろしいんですか[61]」と日本のスポーツ行政のあり方に疑問を呈した。この後藤田からの質問に対し、馳文科相（当時）は、関係団体のトップがスポーツ庁長官のもとに集まり、「お互いの情報を共有しながら、各競技団体のガバナンスの問題なども含め、またスポーツ産業の活性化に向けての今後の取り組みを協力して進めていく、今までは縦割りであった、それではいけないという考えのもとに取り組んでいくことを報告させていただきます。[62]」と答えた。

## 人物
- 座右の銘は「逆命利君、謂之忠」（漢の劉向が編纂した説苑の一節）[7][63][64][65]。
- 自身が保守にこだわる理由として2011年、「保守というのは、あるものをよりよく変えていく、そんな政治をすること」と語った[66]。
- 安田秀一（アンダーアーマー日本総代理店の株式会社ドーム社長）と竹増貞信（コンビニエンスストア「ローソン」代表取締役社長）は、同じ1969年生まれで三菱商事時代の同僚であり友人である[67][68]。

### 統一教会との関係
- 下部団体の天宙平和連合が主催した、文鮮明の三男である文顕進との昼食会に出席。本人もそれを認めている[69]。

## 不祥事

### 公職選挙法違反
2009年の衆院選で、後藤田の選挙運動で報酬の現金を渡したとして、公職選挙法違反（買収）容疑で、後藤田の運動員が逮捕された。

### 不倫報道
2011年、雑誌フライデーに銀座のクラブのホステスと飲食をともにして接吻・抱擁するのを写真週刊誌に撮影された。これを受け、衆議院財務金融委員会委員、自民党政務調査会・財務金融部会長代理を辞任。

## 選挙歴
| 当落 | 選挙                   | 執行日         | 年齢 | 選挙区              | 政党       | 得票数    | 得票率 | 定数 | 得票順位 /候補者数 | 政党内比例順位 /政党当選者数 |
| ---- | ---------------------- | -------------- | ---- | ------------------- | ---------- | --------- | ------ | ---- | ------------------ | ---------------------------- |
| 当   | 第42回衆議院議員総選挙 | 2000年06月25日 | 30   | 徳島3区             | 自由民主党 | 7万7301票 | 53.59% | 1    | 1/3                | /                            |
| 当   | 第43回衆議院議員総選挙 | 2003年11月09日 | 34   | 徳島3区             | 自由民主党 | 8万5671票 | 60.01% | 1    | 1/3                | /                            |
| 当   | 第44回衆議院議員総選挙 | 2005年09月11日 | 36   | 徳島3区             | 自由民主党 | 8万8581票 | 57.27% | 1    | 1/3                | /                            |
| 当   | 第45回衆議院議員総選挙 | 2009年08月30日 | 40   | 徳島3区             | 自由民主党 | 8万1581票 | 49.78% | 1    | 1/3                | /                            |
| 当   | 第46回衆議院議員総選挙 | 2012年12月16日 | 43   | 徳島3区             | 自由民主党 | 7万197票  | 53.76% | 1    | 1/4                | /                            |
| 当   | 第47回衆議院議員総選挙 | 2014年12月14日 | 45   | 徳島1区             | 自由民主党 | 9万2166票 | 52.03% | 1    | 1/3                | /                            |
| 当   | 第48回衆議院議員総選挙 | 2017年10月22日 | 48   | 徳島1区             | 自由民主党 | 9万281票  | 51.49% | 1    | 1/3                | /                            |
| 比当 | 第49回衆議院議員総選挙 | 2021年10月31日 | 52   | 比例四国（徳島1区） | 自由民主党 | 7万7398票 | 38.94% | 1    | 2/4                | 3/3                          |
| 当   | 2023年徳島県知事選挙   | 2023年4月9日   | 53   |                     | 無所属     | 13万993票 | 39.96% | 1    | 1/4                | /                            |

## 所属団体・議員連盟
- 時代に適した風営法を求める議員連盟（パチンコ議連）
- 自民党たばこ議員連盟[73]
- 神道政治連盟国会議員懇談会[74]
- 日中友好議員連盟
- 日朝友好議員連盟
- 北京オリンピックを支援する議員の会
- TPP交渉における国益を守り抜く会
- チベット問題を考える議員連盟
- 日韓議員連盟
- 高速道路建設推進議員連盟
- 国際連帯税創設を求める議員連盟
- 自民党動物愛護管理推進議員連盟
- 自民党遊技業振興議員連盟
- 正しいことを考え実行する会（副幹事長）
- ボーイスカウト振興国会議員連盟 [75]
- 囲碁文化振興議員連盟[76]

## 親族
- 妻：水野真紀
  - 長男
- 親戚：高橋直樹[要出典]

## 著書
- 『政治家の覚悟国民の覚悟』、扶桑社、2008年5月、ISBN 4594056636

### 寄稿
- 「特集1 Interview プライス(金利)とクォンティティ(貸付総量)、これが大きな論点」『クレジットエイジ』27(4)(通号 316)、2006年4月。
- 「なにがあろうとも軸足がブレない生き方、逃げない生き方を学びました」『 国会ニュース』64(4)（通号 2860）2004年5月。
- 「超多忙でもストレスなし（全公開 国会議員の24時間）」『 論座』（通号89）、2002年10月。
- 自民党国家戦略本部（編）『日本未来図2030』、日経BP社、2014年12月、ISBN 4822225194